# 大鄭線
大鄭線（だいていせん）とは、中華人民共和国遼寧省錦州市黒山県に位置する大虎山駅から内モンゴル自治区を経由して吉林省四平市双遼市に位置する双遼駅に至る鉄道路線である。

## 概要
大虎山駅で瀋山線と、双遼駅で平斉線と接続する。全線で47駅設置されている。1966年に通譲線が開通してからは通遼から太平川に向かうことが可能になった。南方面への貨物輸送は木材、原油、食糧、機械設備などが中心であり、木材輸送が全体の2/3を占める。北方面への貨物輸送は石炭、鋼鉄、非金属鉱石、食糧、日用品、工業製品等が中心である。
かつては瀋陽鉄路局の鄭家屯車務段と通遼車務段の2つに分けられていたが、2008年に鄭家屯車務段が通遼車務段に統合されて大鄭線は全線が通遼車務段管轄となった。

## 歴史
日本が建設した四洮線の第一部分である四鄭線は1917年に着工され、鄭家屯まで開通した時には日本軍が鄭家屯から通遼鎮に至る「四洮線鄭通支線」を計画していた。鄭通支線は1921年4月1日に着工され1922年1月1日に開業した。鄭家屯を出ると西に向かい西遼河の南側を経由して通遼に至る路線である。
1921年9月には張作霖政府が八道壕の石炭を輸送する路線として奉山線（奉天駅 - 山海関）の打虎山駅（1926年に大虎山駅に改称）から八道壕駅に至る全長29kmの路線の建設を開始、1922年12月9日に「虎壕支線」として開業した。1923年8月から八道壕から北への延伸が続けられ、1925年8月には新立屯まで開通した。その後も北への延伸は続けられ、1927年1月には彰武まで、同年10月24日には通遼まで開通して全長251.7kmの「大通支線」は全線貫通し、11月15日に正式開業した。
1934年4月1日には大通支線と鄭通支線が結ばれ「大鄭線」に改称された。
大鄭線の複線化工事は2010年に開始された。

## 接続路線
- 大虎山駅：瀋山線
- 芳山鎮駅：芳八線
- 新立屯駅：高新線
- 么荒駅：高新線
- 通遼駅：京通線
- 双遼駅：平斉線